# اسدآباد بوقین
اسدآباد بوقین، روستایی از توابع شهرستان ملارد در استان تهران ایران است.

## جمعیت
این روستا در دهستان اخترآباد قرار دارد و براساس سرشماری مرکز آمار ایران در سال ۱۳۸۵، جمعیت آن زیر سه خانوار بوده‌است.